# 일본의 배타적 경제 수역

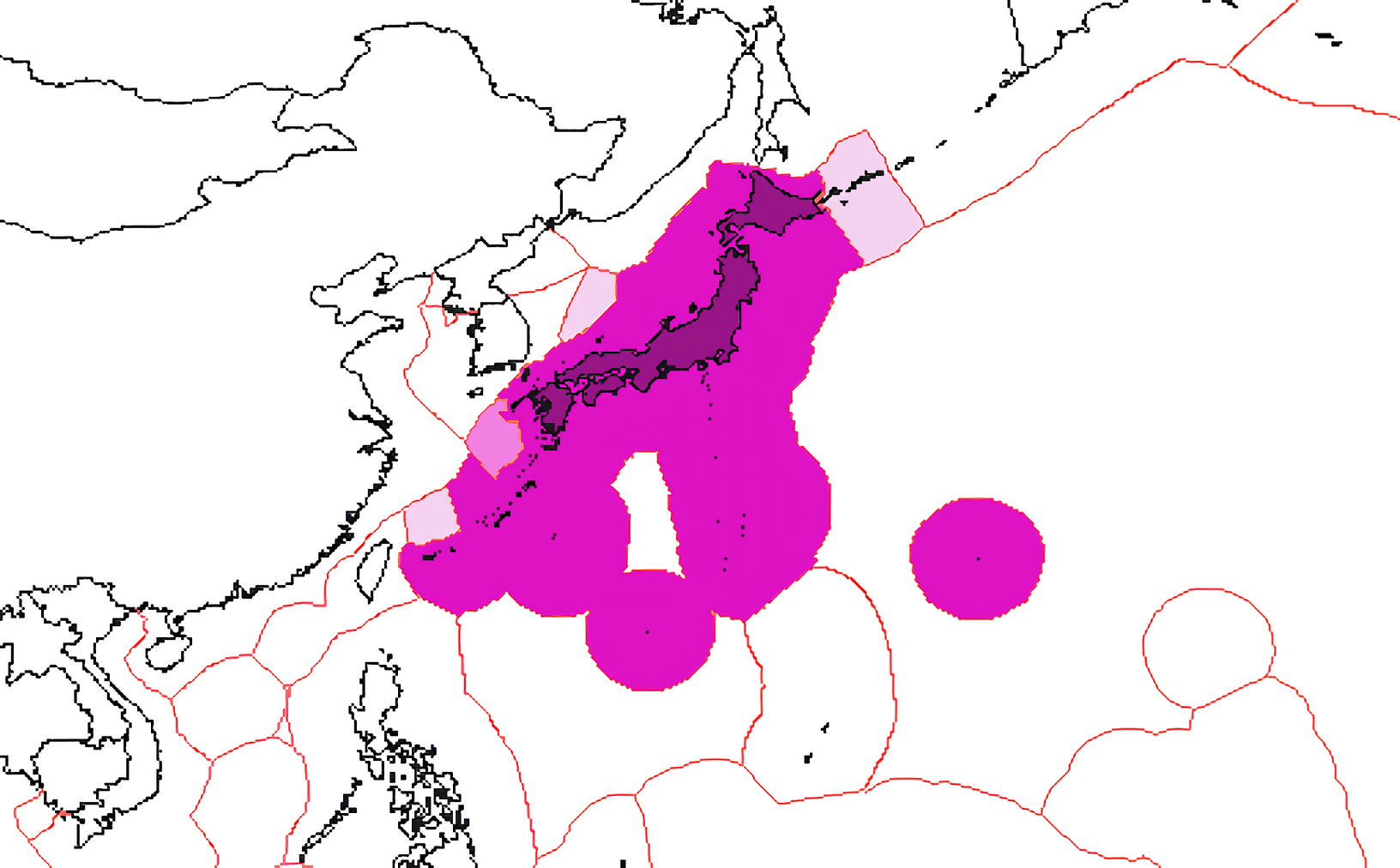
일본의 배타적 경제 수역:
일본의 배타적 경제 수역 (분쟁 지역인 오키노토리 암초 배타적 경제 수역, 가장 낮은 보라색 원 포함)
대한민국과의 공동 관리 구역
일본이 주장하나 다른 국가도 주장하는 배타적 경제 수역

일본은 세계에서 8번째로 큰 배타적 경제 수역 (EEZ)을 보유하고 있다. 일본의 총 면적은 약 38만 km2이다. 일본의 배타적 경제 수역은 매우 넓으며, 영해 (세토 내해 포함)와 배타적 경제 수역을 합쳐 약 447만 km2에 달한다.

## 지리

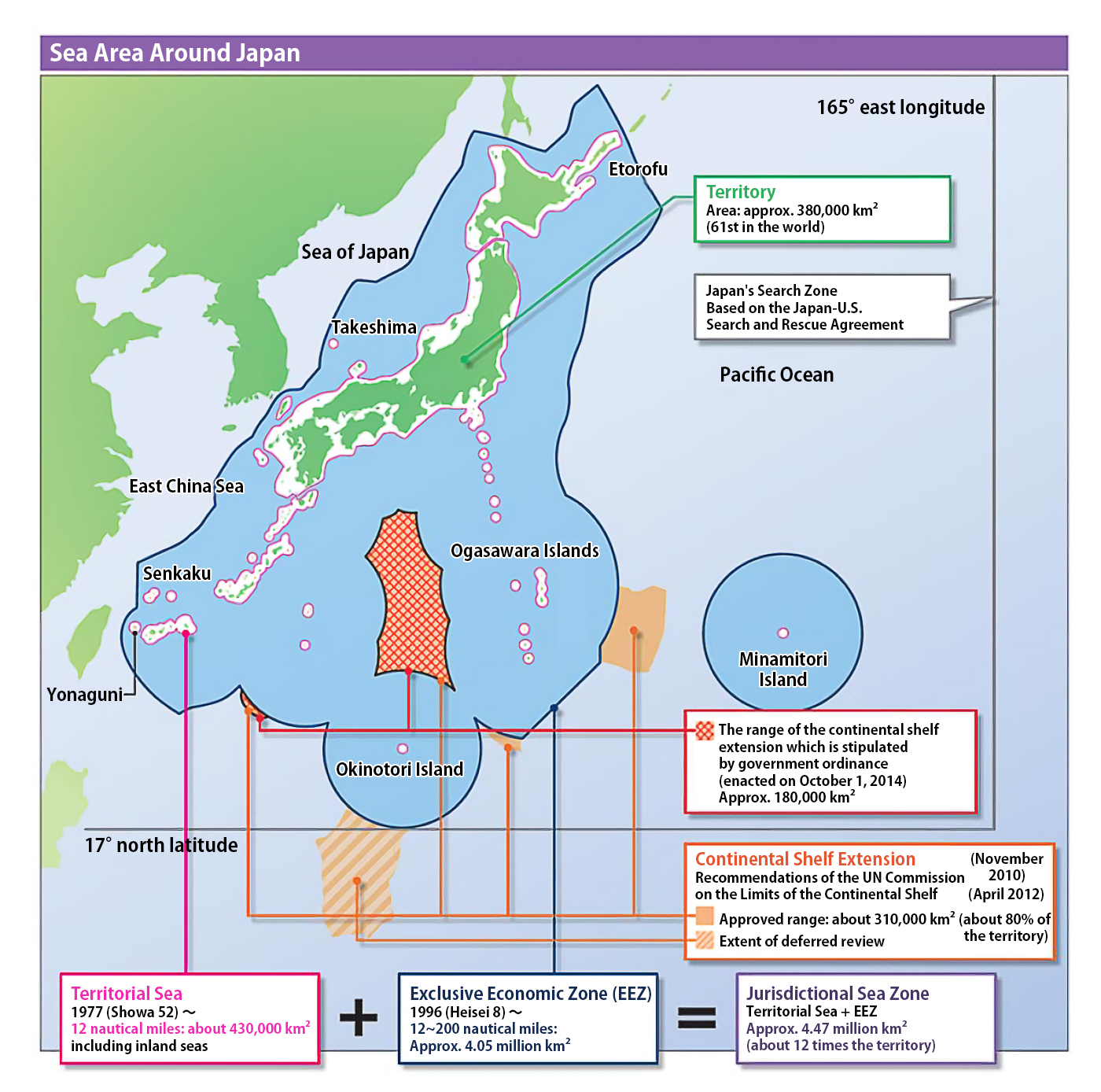
일본 배타적 경제 수역 공식 지도 (2016년 판)

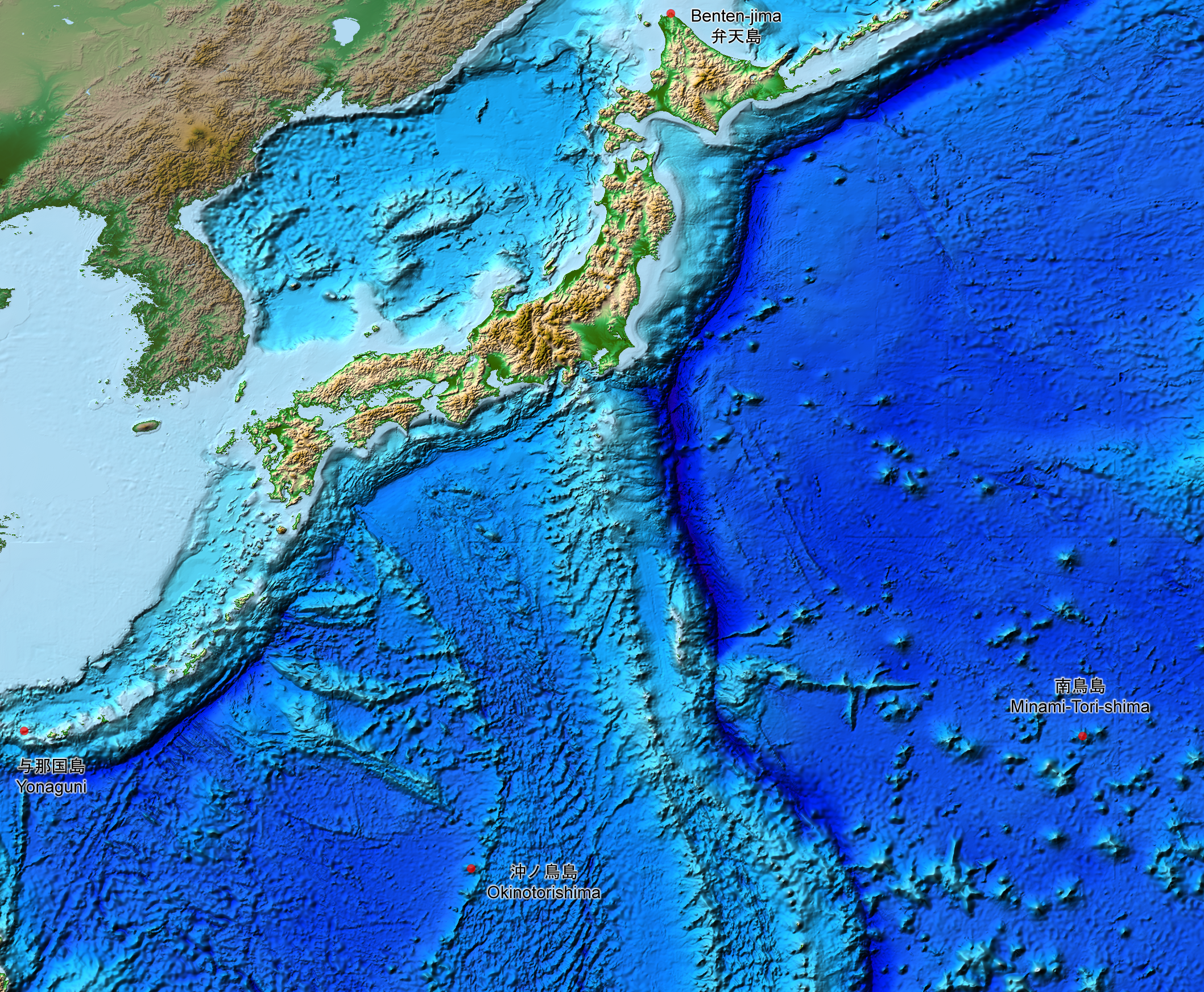
일본 근해 해저 및 일본 열도의 지형도

일본 열도는 약 6,852개의 섬으로 이루어져 있다. 일본의 배타적 경제 수역은 다음을 포함한다:
| 지역          | 배타적 경제 수역 면적 (km2) | 배타적 경제 수역 면적 (sq mi) |
| ------------- | --------------------------- | ----------------------------- |
| 난세이 제도   | 1,394,676                   | 538,487                       |
| 태평양 (일본) | 1,162,334                   | 448,780                       |
| 난포 제도     | 862,782                     | 333,122                       |
| 동해          | 630,721                     | 243,523                       |
| 미나미토리섬  | 428,875                     | 165,590                       |
| 오호츠크해    | 235                         | 91                            |
| 다이토 제도   | 44                          | 17                            |
| 센카쿠 열도   | 7                           | 2.7                           |
| 총계          | 4,479,674                   | 1,729,612                     |

## 역사
18세기 네덜란드 법학자 코르넬리우스 판 빈커르쇠크는 그의 저서 "De Dominio Maris Dissertatio"(1702)에서 연안 국가가 당시 군함에 실린 대포의 사정거리 내에 있는 해역을 통제한다고 썼다. 이 이론은 많은 국가에서 지지되었고, 해안선에서 3해리까지를 영해로 하는 개념이 정립되었다.
20세기에는 영해의 범위를 확장하거나 영해 너머의 해역에서 유사한 권리를 주장하는 사례가 등장했다. 이러한 주장은 1967년 제2차 유엔 해양법 회의에서 몰타 공화국 유엔 대사인 파르데아 박사에 의해 옹호되었다. 그러나 당시 "넓은 공해와 좁은 영해"가 국익에 부합했던 일본은 해수대 어업 선진국으로서 반대 입장을 취했다.
그러나 이후 일본 배타적 경제 수역의 부재를 악용하여 남북한, 중화인민공화국, 소련 등 인접 국가들이 원양 어업에 진출하여 시마네현과 돗토리현 연안에서 조업을 시작함으로써 일본에 불리한 상황이 되었다. 따라서 1982년 일본은 자메이카 몬테고베이에서 개최된 제3차 유엔 해양법 회의에서 해양법에 관한 유엔 협약(UNCLOS)이 제정될 때 이를 지지했고, 이 협약은 1994년에 발효되었다. 이 조약은 일본에게 해안선 200해리 이내에서 광물 자원과 같은 해양 및 비생물 자원을 탐사하고 개발할 권리를 부여하는 동시에, 이를 관리하고 해양 오염을 방지할 의무를 지게 한다. 일본국 정부는 1983년 2월에 UNCLOS에 서명했고, 1994년 7월에 제11부에 서명했다. 이 협약과 제11부는 1996년 6월 일본 의회에서 비준되었다.

## 국제해양법 집행 및 안보
일본은 국제해양법법원(ITLOS), 대륙붕한계위원회(CLCS), 국제 해저 기구(ISA)와 같은 세 개의 UNCLOS 조직에 기여했다.
해상자위대와 일본 해상보안청은 일본의 배타적 경제 수역을 보호하는 책임이 있다. 식량과 원자재를 포함한 대부분의 자원을 해상 무역에 의존하는 섬나라인 일본에게 해상 작전은 일본의 군사 정책에서 매우 중요한 측면이다. 2022년 6월 30일, 일본 방위성은 해상자위대를 위해 재팬 마린 유나이티드 (JMU)가 12척의 해양 경비정(OPV)을 건조할 것이라고 발표했다. 이 OPV 프로그램의 목적은 해상자위대의 순찰 활동을 강화하여 해양 안보를 증진하는 것이다. 이 선박들은 고도로 자동화되어 있으며 "일본 주변 해역에서 강화된 상시 정보, 감시, 정찰(ISR)"을 포함한 다양한 임무를 수행하도록 구성할 수 있다. 계약에 따라 JMU는 2023년 4월 1일에 시작되는 2023 회계연도부터 해상자위대에 12척의 선박을 인도해야 한다.
배타적 경제 수역은 연안 국가의 경제적, 과학적, 환경적 관할권만을 인정하며 외국 어선이 배타적 경제 수역에 진입하는 것이 자동으로 불법은 아니다. 위와 관련하여 일본의 배타적 경제 수역 내 외국인의 어업을 규제하는 배타적 경제 수역에서의 어업 등에 관한 주권적 권리 행사 등에 관한 법률((일본어))이 1996년 6월 14일 제정되었다.
이 법에 따라 배타적 경제 수역에서 무단 조업 또는 금지 수역에서 조업을 한 외국 선박에는 3천만 일본 엔 이하의 벌금이 부과된다. 또한 외국 어선이 수산청의 수산업 감독관/어업 감독관 또는 해상보안청의 경비정(漁業取締船)에 탑승한 어업 단속선을 피하여 도주하는 것도 위 법률 위반이다. 이 경우 300만 엔 이하의 벌금이 부과된다. 또한, 보석금 제도에 따른 조기 석방을 위한 담보금은 벌금과 동일한 금액으로 설정되며, 불법 산호 채취의 경우 불법 산호 1kg당 600만 엔의 추가 담보금이 설정된다.
일본 이웃 국가들의 증가하는 회색 지대 문제로 인해 해상보안청에 대한 의존도가 높아졌다. 이는 해상자위대의 노골적인 군사적 대응보다는 외교적으로 쉽게 해결될 수 있고 정치적으로 정당화될 수 있는 대응을 제공하기 때문이다.

### 외국 탄도 미사일에 대한 대응
방어를 위한 탄도탄 요격 미사일은 한 발당 5억에서 20억 엔이 들 정도로 매우 비싸다. 따라서 레이더로 일본 국민과 자산에 피해가 예상되지 않는 곳에 떨어질 것으로 알려지면 발사된 탄도 미사일은 무시된다. 또한, 전국 경보 시스템인 (전국순간경보시스템)은 미사일이 일본 영토 또는 영해에 진입할 것으로 판단될 때만 경고를 발령한다. 미사일이 일본의 배타적 경제 수역 어딘가에 떨어질 경우에는 전국순간경보시스템이 사용되지 않는다.
2022년 8월 31일, 일본 방위성은 해상자위대가 이전의 이지스 어쇼어 설치 계획을 대체하여 두 척의 "이지스 시스템 탑재함"(일본어: イージス・システム搭載艦)을 운용할 것이며, 한 척은 2027 회계연도 말까지, 다른 한 척은 2028 회계연도 말까지 취역할 것이라고 발표했다. 설계 및 기타 관련 비용 예산은 특정 금액 없이 "항목 요청" 형태로 제출될 예정이며, 주요 품목의 초기 조달은 2023 회계연도까지 법적 승인을 받을 것으로 예상된다. 건설은 다음 해인 2024 회계연도에 시작될 예정이다. 각 함선은 20,000톤으로 해상자위대가 운용하는 수상함 중 가장 클 것이다.

## 분쟁
일본은 오키노토리 암초 주변 배타적 경제 수역에 대한 주장을 포함하여 모든 아시아 이웃 국가들(중화인민공화국, 러시아, 대한민국, 조선민주주의인민공화국, 중화민국)과 배타적 경제 수역 경계에 대한 분쟁을 겪고 있다. 위 내용과 Sea Around Us 프로젝트의 관련 지도는 모두 일본이 주장하는 경계를 나타낸다. 쿠릴 열도 분쟁은 제2차 세계 대전 종전 이후 구 소련과 계속되어 왔다. 2022년 3월 7일, 일본의 기시다 후미오 총리는 남부 쿠릴 열도가 "일본 고유의 영토이자 일본이 주권을 가진 영토"라고 선언했다.
일본은 또한 "해상 구역"의 다양한 범주를 언급하는데, 순조로운 수역, 연안 구역, 주요 또는 대 연안 구역, 원양 구역 등이 그것이다. 그러나 이러한 구역들이 영토적 또는 경제적 의미를 가지는지는 불분명하다.

## 사건

### 중화인민공화국의 탄도 미사일 발사 실험
2022년 8월 4일, 군사 훈련 중 중화인민공화국이 발사한 탄도 미사일 5발이 일본의 배타적 경제 수역에 떨어졌다고 일본국 정부가 발표했다. 이 미사일들은 하테루마섬 남서쪽, 중화민국에 가깝게 착탄했다. 이 훈련은 2022년 낸시 펠로시의 대만 순방에 대한 대응으로 실시되었으며, 역내 긴장을 고조시켰다. 일본 정부는 중화인민공화국 베이징에 공식 항의를 제기했다. 중화인민공화국 외교부는 나중에 일본과 중화인민공화국 간의 해역 경계가 아직 확정되지 않았다고 밝혔다.

### 조선민주주의인민공화국 탄도 미사일 발사 실험
2022년 11월 18일, 조선민주주의인민공화국이 발사한 탄도 미사일이 일본의 배타적 경제 수역에 착탄했다.

## 같이 보기
- 일본의 지리